# Zdeněk Řihák
Zdeněk Řihák (10. srpna 1924 Napajedla – 15. srpna 2006 Brno) byl český architekt. Jeho tvorba zahrnovala především návrhy obchodních domů, hotelů, rekreačních středisek a urbanistická řešení částí měst. Jeho stavby můžeme nalézt nejen na území České republiky, ale také Slovenska, tehdejší Jugoslávie, Egypta nebo Ruska. Zúčastnil se též mnoha soutěží a obdržel spoustu cen za výtvarná řešení.

## Biografie
Narodil se v Napajedlích do rodiny místního učitele a ředitele základní školy. V letech 1942–1944 studoval uměleckou školu ve Zlíně pod vedením sochaře Vincence Makovského. Své vzdělání si poté v letech 1945–1949 doplnil na brněnské Fakultě architektury a pozemního stavitelství Vysokého učení technického v Brně. Praxi následně získal jako asistent funkcionalistických architektů Jaromíra Krejcara a Bedřicha Rozehnala. Po skončení 2. světové války se stal dlouholetým pracovníkem a vedoucím projekční kanceláře v Potravinoprojektu (od roku 1950) a následně také Státního projektového ústavu obchodu. To se také promítlo do jeho práce v nejčastěji řešených architektonických typech – obchodních, rekreačních a hotelových staveb, které v sobě zahrnovaly také restaurační a kavárenská zařízení a měly vyhovovat i podmínkám mezinárodní turistiky. V 60. letech realizoval jeden z jeho nejdůležitějších projektů – výškový hotel Continental o půdoryse písmene Y, nevšední stavba ovlivněná bruselským pavilonem Expa 58. Spolupracoval na něm společně s Vladimírem Kovaříkem a Aloisem Semelou. V 60. a 70. letech se převážně věnoval provozům, které byly zasazené do kontextu přírodních národních parků. Patří mezi ně Hotel Patria a Hotel Panorama ve Vysokých Tatrách na Štrbském plese. Po revoluci se Zdeněk Řihák v rámci vlastní projekční kanceláře zabýval převážně návrhy rodinného bydlení. Je pochován na Ústředním hřbitově v Brně (kolumbárium u krematoria, odd. 4b, schránka 339).

## Realizace
1. Labská bouda, Krkonoše, 1975;
2. Obchodní dům Prior (dnes Tesco) v Brně;
3. Hotel Patria na Štrbském plese;
4. Hotel Panorama na Štrbském plese, 1965–70;
5. Hotel Continental v Brně, 1964.[3]

### Galerie

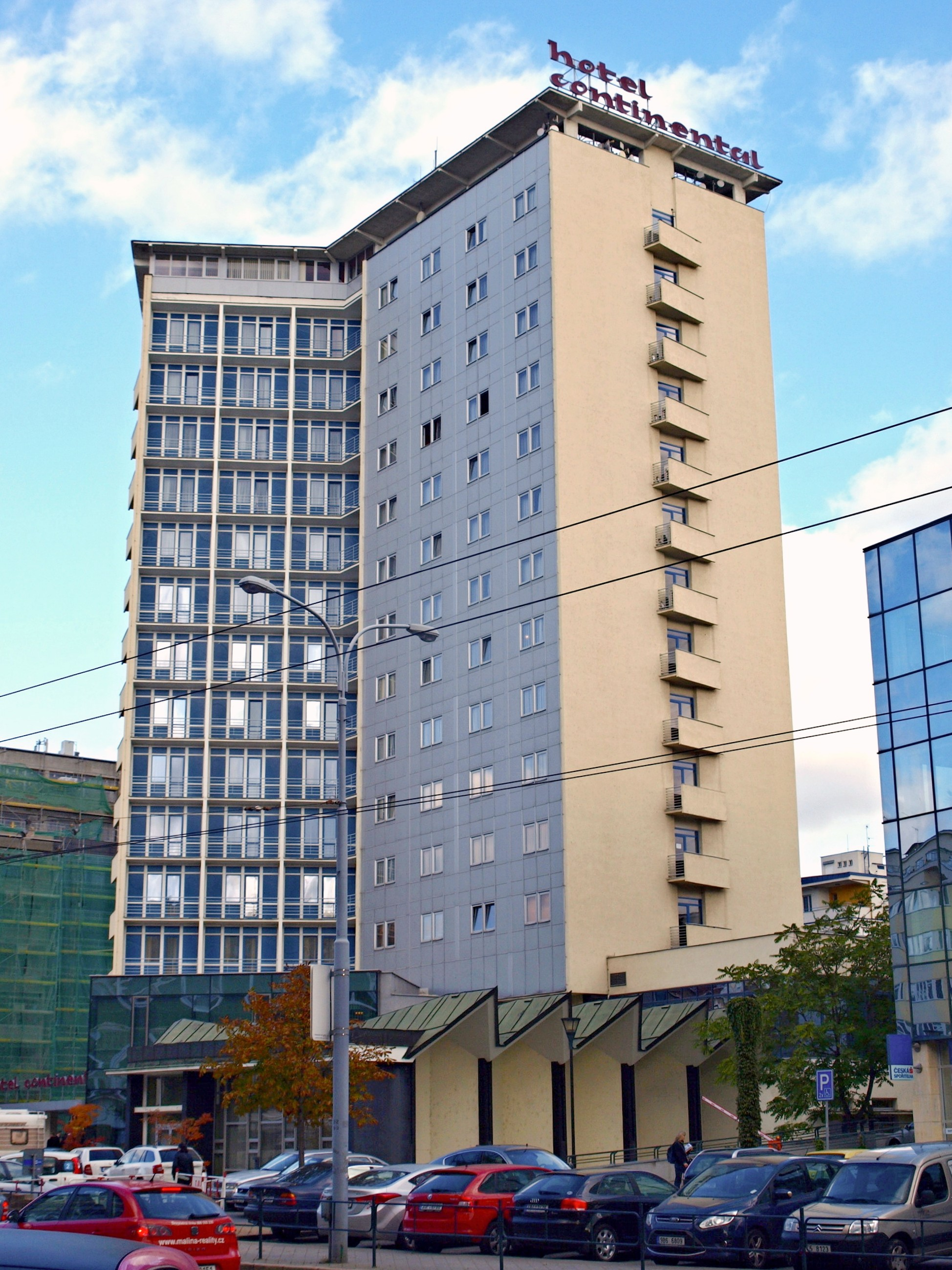
Hotel Continental, Brno
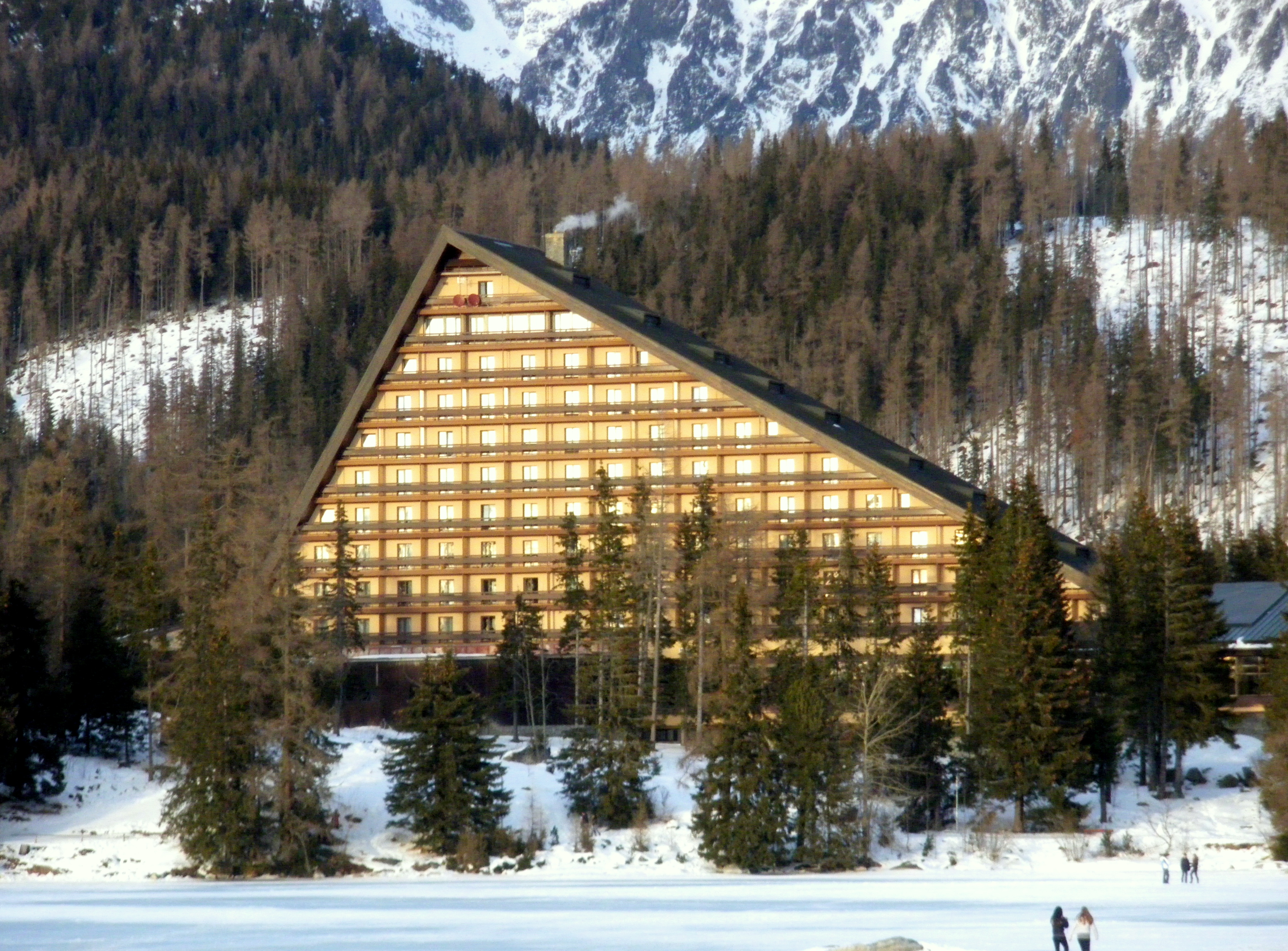
Hotel Patria, Štrbské Pleso
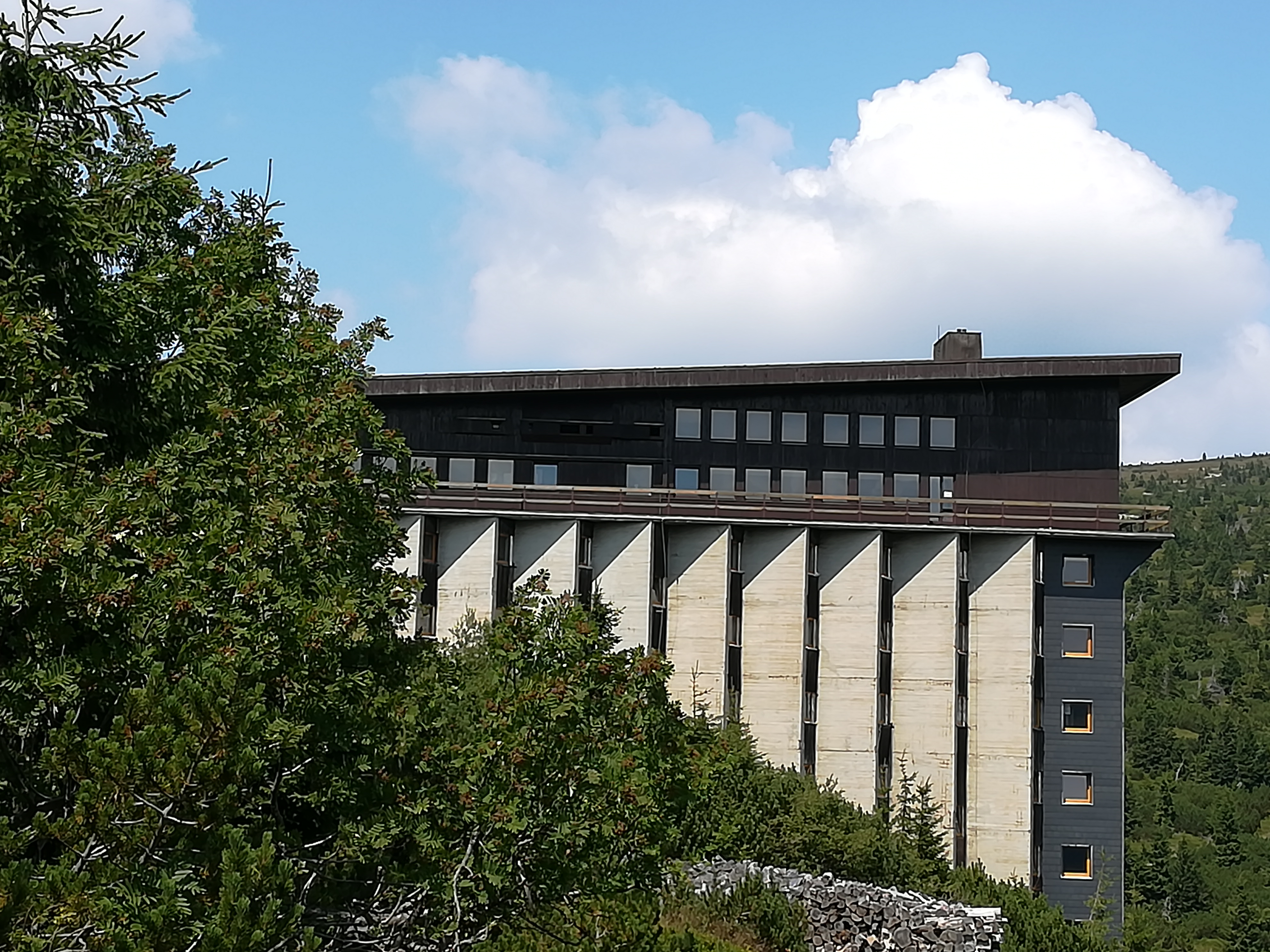
Hotel Labská bouda